# Fiord de Bokna
El fiord de Bokna (en noruec: Boknafjorden) és un fiord situat al comtat de Rogaland, Noruega. L'enorme fiord es troba entre la ciutat de Stavanger i Haugesund, i la part principal del fiord és compartida entre els municipis de Kvitsøy, Rennesøy, Finnøy, Tysvær, Bokn, i Karmøy. Hi ha dotzenes de fiords més petits que es ramifiquen des de la part principal del fiord, que arriben a la majoria dels municipis del comtat. La seva llargada màxima és de 96 quilòmetres.
El gran fiord és bastant ample, i té moltes illes situades dins de les seves ribes, algunes de les quals són bastant grans. Les illes més notables són Vestre Bokn, Kvitsøy, Rennesøy, Ombo, Finnøy, Mosterøy i l'arxipèlag de Sjernarøyane.
S'ha iniciat el projecte per a la construcció del túnel submarí Rogfast, sota el fiord de Bokna que connecti les ciutats de Stavanger i Haugesund, i tanmateix, formar part de la xarxa de carreteres lliures de transbordador al llarg de la costa occidental de Noruega. La seva llargada serà al voltant de 24 quilòmetres i tindria 350 metres de profunditat. Seria el túnel-carretera submarí més llarg i profund del món. El govern de Noruega espera que estigui en funcionament el 2025-26, amb un cost total previst de 1.570 milions d'euros.